# Sam & Max: Moai Better Blues
Sam & Max: Moai Better Blues è il secondo episodio della seconda serie di Sam & Max sviluppata dalla Telltale Games e pubblicato dalla GameTap.